# Piotr z Raqqa
Piotr III z Raqqa (ur. ? w Raqqa, zm. 22 kwietnia 591) – w latach 581–591 39. syryjsko-prawosławny Patriarcha Antiochii.